# PGC 3
PGC 3 ist eine irreguläre Galaxie vom Hubble-Typ Irr S? im Sternbild Walfisch südlich des Himmelsäquatora. Sie ist rund 400 Millionen Lichtjahre vom Sonnensystem entfernt und hat einen Durchmesser von etwa 70.000 Lichtjahren.
Der Principal Galaxies Catalogue (PGC) ist ein astronomischer Katalog mit 983.261 Galaxien.